# Connie Willis
Connie Willis, właśc. Constance Elaine Trimmer Willis (ur. 31 grudnia 1945 w Denver) – amerykańska pisarka science-fiction.
Debiutowała opowiadaniem The Secret of Santa Titicaca w magazynie Worlds of Fantasy na przełomie 1970 i 1971 roku. Jej pierwsza powieść Water Witch ukazała się w 1982 roku. Napisała ją wspólnie z Cynthią Felice.
W swoim dorobku ma 11 nagród Hugo oraz 6 nagród Nebula (najwięcej ze wszystkich pisarzy fantastyki naukowej).
W 1967 wyszła za mąż za fizyka Courtneya Willisa. Mieszkają razem w Greeley w Kolorado.

## Publikacje

### Powieści
- Water Witch (1982 współaut. Cynthia Felice)
- Lincoln’s Dreams(inne języki) (1987)
- Light Raid (1989 współaut. Cynthia Felice)
- Księga Sądu Ostatecznego (Doomsday Book, 1992, wyd. pol. Prószyński i S-ka 1996)
- Remake (Remake, 1994), Nowa Fantastyka 5-7/1998
- Uncharted Territory (1994)
- Przewodnik stada(inne języki) (Bellwether, 1996, wyd. pol. Prószyński i S-ka 1997)
- Promised Land(1997 współaut. Cynthia Felice)
- Nie licząc psa (To Say Nothing of the Dog, 1997, wyd. pol. Prószyński i S-ka 1999)
- Przejście (Passage, 2001, wyd. pol. Zysk i S-ka 2003)
- Blackout (2010)
- All Clear (2010)
- Pojedynek na słowa(inne języki) (Crosstalk, 2016, wyd. pol. Wydawnictwo Albatros 2017)
- Jack (2020)
- The Road to Roswell (2023)

### Zbiory opowiadań wydane w Polsce
- Zaćmienie, Prószyński i S-ka 1996
  - Praktyka dyplomowa (Fire Watch, 1982)
  - Pogrzeb (Service For the Burial of the Dead, 1982)
  - Znalezisko (Lost and Found, 1982)
  - Wszystkie moje ukochane córki (All My Darling Daughters, 1985)
  - Ojciec panny młodej (The Father of the Bride, 1982)
  - Zaćmienie (And Come from Miles Around, 1979)
  - Sydon w Lustrzaku (The Sidon in the Mirror, 1983)
  - Daisy w słońcu (Daisy, in the Sun, 1979)
  - Klon na zamówienie (Mail Order Clone, 1982)
  - Samaryt... (Samaritan, 1978)
  - Niebieski księżyc (Blued Moon, 1984)
- The Best of... tom. 1 – Śmierć na Nilu, Solaris 2009
  - Śmierć na Nilu (Death on the Nile, 1993)
  - Nawet Królowa (Even the Queen, 1992)
  - Jak, te które pamiętamy (Just Like the Ones We Used to Know, 2003)
  - Ostatni winnebago (The Last of the Winnebagos, 1988)
  - Pogrom komiczny (Spice Pogrom, 1986)
  - Cud (Miracle, 1991)
  - Krótka przerwa (Time-Out, 1983)
  - List od Clearysów (A Letter from the Clearys, 1982)
- The Best of... tom. 2 – Niebieski Księżyc, Solaris 2010
  - Duch prawdy (Inside Job, 2005)
  - Wichry Marmurowego Łuku (The Winds of Marble Arch, 1999)
  - Praktyka dyplomowa (Fire Watch, 1982)
  - W „Rialto” (At The Rialto, 1989)
  - Jack (Jack, 1991)
  - Niebieski księżyc (Blued Moon, 1984)
  - Sydon w lustrze (The Sidon in the Mirror, 1983)
  - Daisy w słońcu (Daisy, in the Sun, 1979)

### Pozostałe opowiadania opublikowane w Polsce
- Kwarantanna (Cash Crop, 1984), w antologii Don Wollheim proponuje. 1985, Alfa 1985
- Klątwa królów Kolchidy (The Curse of Kings, 1985), w antologii Don Wollheim proponuje. 1986, Alfa 1986
- Dylemat (Dilemma, 1989), Isaac Asimov’s Science Fiction Magazine 4/1992
- Dusza dobiera sobie towarzystwo: Inwazja i odraza: chronologiczna reinterpretacja dwóch utworów Emily Dickinson: perspektywa wellsowska (The Soul Selects Her Own Society: Invasion and Repulsion: A Chronological Reinterpretation of Two of Emily Dickinson’s Poems: A Wellsian Perspective, 1996), w antologii Echa Wojny światów, Prószyński i S-ka 1997
- Gazetka (Newsletter, 1997), w antologii Fantastyczne opowieści wigilijne, Zyski i S-ka 2020
- Usiądźcie wszyscy wraz… (All Seated on the Ground, 2007), w antologii Kroki w nieznane 2009
- Dzisiejszy seans (Now Showing, 2014), w antologii Łotrzyki, Zyski i S-ka 2015

## Nagrody i nominacje

### Nagroda Hugo

#### Nagrody
- 1983 – Praktyka dyplomowa – nowela
- 1989 – Ostatni winnebago – mikropowieść
- 1993 – Nawet królowa – opowiadanie
- 1993 – Księga Sądu Ostatecznego – powieść
- 1994 – Śmierć na Nilu – opowiadanie
- 1997 – Dusza dobiera sobie towarzystwo: Inwazja i odraza: chronologiczna reinterpretacja dwóch utworów Emily Dickinson: perspektywa wellsowska – opowiadanie
- 1999 – Nie licząc psa – powieść
- 2000 – Wichry Marmurowego Łuku – mikropowieść
- 2006 – Duch prawdy – opowiadanie
- 2008 – Usiądźcie wszyscy wraz… – opowiadanie
- 2011 – Blackout / All Clear – powieść[1]

#### Nominacje
- 1980: Daisy w słońcu – opowiadanie
- 1984: Sydon w Lustrzaku / Sydon w lustrze – nowela
- 1985: Niebieski księżyc – nowela
- 1987: Pogrom Komiczny – mikropowieść
- 1990: Krótka przerwa – mikropowieść
- 1990: W „Rialto” – nowela
- 1991: Cibola – opowiadanie
- 1992: In the Late Cretaceous – opowiadanie
- 1992: Cud – nowela
- 1992: Jack – mikropowieść
- 1996: Remake – powieść
- 2002: Przejście – powieść

### Nagroda Nebula

#### Nagrody
- 1983: Praktyka dyplomowa – nowela
- 1983: List od Clearysów – opowiadanie
- 1989: Ostatni winnebago – mikropowieść
- 1990: W „Rialto” – nowela
- 1993: Księga Sądu Ostatecznego – powieść
- 1993: Nawet królowa – opowiadanie
- 2010: Blackout / All Clear – powieść

#### Nominacje
- 1984: Sydon w Lustrzaku / Sydon w lustrze – nowela
- 1988: Schwarzschild Radius – nowela
- 1992: Jack – mikropowieść
- 1994: Śmierć na Nilu – nowela
- 1998: Przewodnik stada – powieść
- 1999: Nie licząc psa – powieść
- 2002: Przejście – powieść
- 2005: Jak te, które pamiętamy – mikropowieść

### Nagroda Locusa

#### Nagrody
- 1993: Nawet królowa – krótka forma
- 1993: Księga Sądu Ostatecznego – powieść
- 1994: Impossible Things – zbiór
- 1994: Close Encounter – krótka forma
- 1996: Remake – powieść
- 1997: Przewodnik stada – opowiadanie
- 1998: Newsletter – nowela
- 1999: Nie licząc psa – powieść
- 2002: Przejście – powieść
- 2008: The Winds of Marble Arch and Other Stories – zbiór

#### Nominacje
- 1980: Daisy w słońcu – krótka forma
- 1983: Praktyka dyplomowa – opowiadanie
- 1985: Niebieski księżyc – opowiadanie
- 1986: Klątwa królów Kolchidy – mikropowieść
- 1986: Praktyka dyplomowa – zbiór
- 1987: Chance – opowiadanie
- 1987: Komiczny Pogrom – mikropowieść
- 1987: Schwarzschild Radius – krótka forma
- 1988: Winter’s Tale – opowiadanie
- 1989: Ostatni winnebago – mikropowieść
- 1990: W „Rialto” – opowiadanie
- 1990: Dylemat – krótka forma
- 1990: Krótka przerwa – mikropowieść
- 1991: Cibola – krótka forma
- 1992: In the Late Cretaceous – krótka forma
- 1992: Jack – mikropowieść
- 1992: Cud – opowiadanie
- 1994: Śmierć na Nilu – opowiadanie
- 1994: Inn – opowiadanie
- 1995: Adaptation – opowiadanie
- 1997: Nonstop to Portales – opowiadanie
- 1999: Miracle and Other Christmas Stories – zbiór
- 2000: Wichry Marmurowego Łuku – mikropowieść
- 2004: Jak te, które pamiętamy – mikropowieść
- 2006: Inside Job – mikropowieść
- 2008: Usiądźcie wszyscy wraz… – mikropowieść

### Inne nagrody i nominacje
- Nagroda imienia Johna W. Campbella za powieść Lincoln’s Dreams w 1988
- Nominacja do nagrody World Fantasy za nowelę Chance w 1987
- Nominacja do nagrody Brama Stokera za opowiadanie Śmierć na Nilu w 1994